# Грудна протока

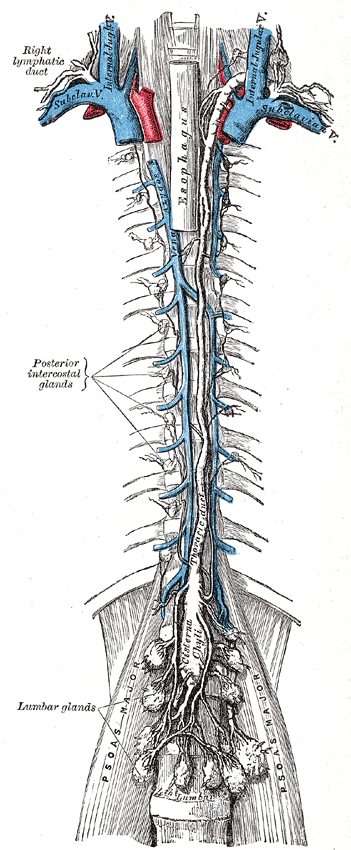
Непарна вена і Ductus thoracicus

Грудна́ прото́ка (лат. ductus thoracicus) — найбільша лімфатична судина, може впадати в ліву підключичну вену, в ліву внутрішню яремну вену або в місці їхнього злиття. Формується в черевній порожнині на рівні ХІІ грудного – ІІ поперекового хребців при злитті правого та лівого поперекового стовбура.
Грудна протока є колектором  або цистерною, яка збирає лімфу з відвідних лімфатичних судин, майже ¾ всього тіла ( з нижніх кінцівок, органів і стінок тазової порожнини, органів і стінок черевної порожнини, органів і стінок лівої половини грудної порожнини, лівої половини голови, лівої половини шиї, лівої верхньої кінцівки)  за винятком правої половини голови і шиї, правої руки, правої половини грудної клітини і порожнини і нижньої частки лівої легені.  Має довжину 30-41см. Початок грудної протоки коливається між XI грудним і II поперековим хребцями. Ця цистерна знаходиться між аортою і правою медіальною ніжкою діафрагми, яка при скороченні сприяє виштовхування лімфи в грудну частину протоки.

## Грудна протока поділяється на такі частини
- Черевну частину (лат. pars abdominalis)- що починається у 75% людей розширенням або збирачем лімфи – молочною цистерною (cysterna chili) – цистерною Пеке. В інших випадках грудна протока починається сіткоподібним сплетенням лімфатичних стовбурів, що її утворюють. Черевна частина протоки розташована позаду і праворуч від аорти. Вона зростається з правою ніжкою діафрагми, рухи якої сприяють протіканню лімфи. Через аортальний розтвір діафрагми грудна протока проникає в нижнє заднє середостіння.
- Грудну частину (лат. pars thoracica)- що розташована попереду від хребта між аортою і непарною веною, позаду стравоходу. У верхньому відділі порожнини грудної клітки протока відхиляється ліворуч і виходить через верхній отвір грудної клітки в ділянку шиї. У грудну частину протоки впадають виносні лімфатичні судини міжребрових лімфатичних вузлів і вузлів заднього відділу середостіння.
- Шийну частину (лат. pars cervicalis)- що на рівні VII-V шийних хребців відхиляється ліворуч, утворюючи випуклу догори дугу грудної протоки (arcus ductus thoracici) У шийну частину грудної протоки впадають ліві яремний, підключичний і бронхо-середостінний стовбури. Нерідко ці стовбури відкриваються у вени самостійно. У гирлі грудної протоки є парний клапан, що запобігає проникненню венозної крові у протоку. Вздовж грудної протоки розташовано 7-9 клапанів. Клапанна система і добре розвинена середня м’язова оболонка у стінці грудної протоки сприяють руху лімфи.
- Дугу грудної протоки (лат. arcus ductus thoracici)- що огинає лівий купол плеври, прямує вниз і впадає в лівий венозний кут, в інших випадках відкривається у кінцеві відділи вен, що утворюють цей кут.

### Витоками грудної протоки є великі лімфатичні стовбури
- поперекові (лат. truncus lumbalis dexter / sinister), збирають лімфу від нижньої кінцівки, органів черевної порожнини, стінок живота;
- кишкові (лат. trunci intestinales), збирають лімфу з тонкої кишки;
- бронхо-середостінний (лат. truncus broncho mediastirialis), лімфа яка стікає з лівої половини грудної кліки та органів грудної порожнини;
- лівий підключичний (лат. truncus subclavius sinister), збирає лімфу з лівої верхньої кінцівки;
- лівий яремний (tлат. runcus jugularis sinister), лімфа надходить з лівої частини голови і шиї.